# Volt (Britse band)
Volt (officieel VoLt) is een Britse band op het gebied van elektronische muziek. De twee leden van de band Michael Shipway en Steve Smith hadden al enige ervaring binnen het circuit. Ze maken samen onderdeel uit van de band HiFi, een pop/rockband. Doordat de elektronische muziek en instrumenten (gelijk aan de computer) een enorme ontwikkeling meemaken, verdiepen zij zich in onder meer sampling en de geluiden van de synthesizers. Dat had tot gevolg dat er steeds meer geprogrameerwerk aan hun muziek werd toegevoegd. In 2003 vonden ze dat ze het een keer live moesten proberen, dat wil zeggen niet vooraf te veel sleutelen, maar alleen als het op dat moment opkomt. Het eerste resultaat was The Far Canal. Hun muziek wordt ingedeeld bij de Berlijnse School.

## Discografie

### bandalbums
- (2003): The Far Canal
- (2004): Star Compass
- (2005): Through the Rings
- (2007): Nucleosysthesis
- (2008): HjVi
- (2012): Circuits
- (2013): Particles
- (2016): A day without yesterday

### soloalbums Shipway
- (1992): Beneath Folly
- (1994): Into battle
- (1995): Spirit of adventure
- (2011): Voyage to Venus

### Lamp
- (2012): The three towers
- (2014): Scales of fortune

### Soloalbums Smith
- (2011): Phoenix rising
- (2013): Pools of diversity
- (2017): Stealing time